# 反動的モダニズム

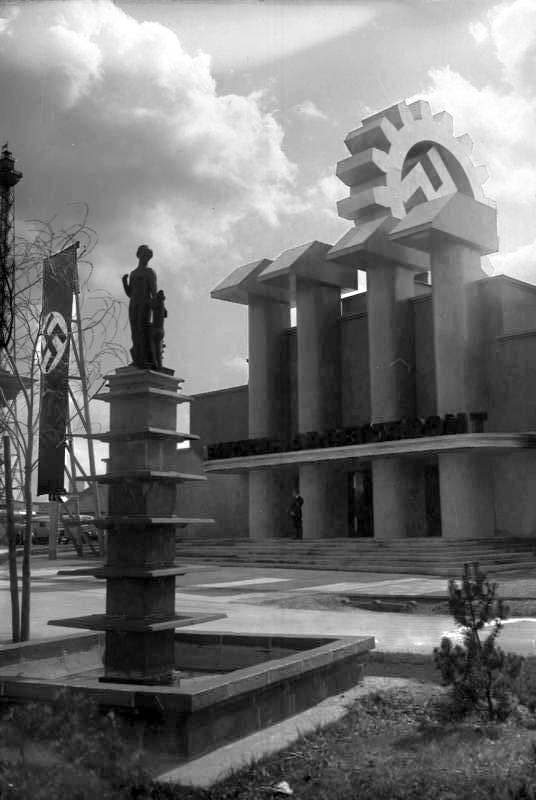
モダニズムのデザインと古代の鉤十字のシンボルを融合させた、ナチス・ドイツの建築。

反動的モダニズム (Reactionary modernism) とは、ジェフリー・ハーフによって1980年代に初めて作られた用語で、ドイツの保守革命運動やナチズムに特徴的であった「近代テクノロジーへの大いなる熱狂と、啓蒙思想や自由民主主義の価値観・制度の拒絶」の混在を説明するために用いられた。 そして、この反動的モダニズムのイデオロギーは、ドイツを中央ヨーロッパの大国とし、西欧でも東欧でもないとするゾンダーヴェーク（特殊な道）に対する当初の肯定的な見方と密接に結びついていた。

## 概要
ヘルフがファシズムを説明するためにこの用語を適用したことは、他の学者たちにも広く踏襲されている。ヘルフはこの用語を、両大戦間期における知的思想の潮流、すなわちドイツの小説家トーマス・マンが「高度にテクノロジー的なロマン主義」と表現したものを指すために使用した。ヘルフは、エルンスト・ユンガー、オスヴァルト・シュペングラー、カール・シュミット、ハンス・フライヤーを含む、幅広いドイツの文化人を指す際にこの用語を使用した。
ラファエル・コスタは、ファシズムはモダニズム運動であると論じている。理由としては、社会を再構築するための革命的かつ全体的計画へのファシズムの欲求は、社会と文化の中に文化的再生というモダニズムの大きな物語が浸透していた20世紀初頭にのみ出現し得たためである。歴史家モドリス・エクスタインスの言葉を借りれば、ファシズムは「人類を新たに創造したいという願望」であった。 デイヴィッド・ロバーツは、2016年の著書『ファシスト・インタラクションズ』の中で、「今や、ファシズムは近代性に対する何らかの反乱ではなく、もう一つの近代性を求める探求であったと広く考えられている」と論じている。

## 歴史

### 戦間期のヨーロッパ
ハーフがこの新語を造って以来、「反動的モダニズム」は、全体主義体制下における、父権的権威主義やフェルキッシュ・ナショナリズムへの熱狂と、新しい技術的・政治的概念への熱狂という、一見矛盾したヨーロッパの熱狂を議論する上で、歴史家の間で主流の用語として定着した。
反動的モダニズムは、戦間期のイギリス文学や、より広範な政治文化におけるテーマとして探求されてきた。ルーマニア、ギリシャ、スウェーデン、スペインなど、ヨーロッパ諸国の戦間期における文脈でも検討されている。日本のファシズムとの関連でさえ検討されている。ファシズムが台頭していた時期のヨーロッパの哲学的、文化的、政治的思想における影響力のある傾向を、この用語が示していることを認める歴史家もいる。
歴史家のニコラス・ギルホットは、反動的モダニズムの範囲を広げ、ワイマール共和国の産業、医学（優生学）、大衆政治、社会工学の動向にこの用語を適用した。反動的モダニズムは、ファシストの新しい人間の概念や、合理主義を強調しつつも未来派や新即物主義を受容したワイマール文化の芸術運動にも見ることができる。例えば、ドイツ表現主義の支持者など、ワイマール時代の多くの芸術家は、未来派による機械と暴力のフェティシズム化を拒絶した。それにもかかわらず、秩序への回帰は、ドイツ文化や他のヨーロッパ諸国の文化において支配的なテーマとなった。

### 現在
ハーフは現在、この用語を、アーヤトッラー体制下のイラン政府、サッダーム・フセイン体制下のイラク政府、そしてアルカイダのような過激派イスラム主義グループとの類似性を主張するために用いている。ポール・バーマンを含む他の学者たちも、ハーフの用語を急進的イスラム主義に適用している。
文化評論家のリチャード・バーブルックは、カリフォルニアン・イデオロギーを信奉するディジェラティのメンバーは、経済成長と社会階層化を組み合わせた反動的モダニズムの一形態を受け入れていると主張する。

## ハーフの主張への批判
トーマス・ロークレーマーは、反動的モダニズムの概念を批判し、「『啓蒙思想を拒絶し、同時にテクノロジーを受け入れることは、単に奇妙でも「逆説的」でもなく』、19世紀と20世紀のドイツ、そして他の多くの国々で一般的な慣行であった。道具的理性とテクノロジーは、無限の異なる目的に利用可能であり、その多くは人道的でも啓蒙的でもない」と論じた。この見解への支持はロジャー・グリフィンからもたらされ、彼は「イデオロギーおよび運動としてのファシズムは、理想的な近代の形態として、自由主義や社会主義のビジョンに対する根本的な代替案を提示するものと見なすことができる。それは、徹底的な自由主義と極端な『モダニズム』の両方を妥協なく拒絶するものであり、その論理的帰結は相対主義、アノミー、主観主義、そして決定的な意味と『永遠の』価値の喪失であると見なしている。それは、意識的に操作された歴史的、国家的、人種的神話（すべて非常に近代的なイデオロギー的構築物）を通じて、全体主義国家（ファシズムによって肯定的に使用される用語）という非常に近代的な現象の中に、近代の人間を再び定着させようとする試みである」と論じた。

## 関連ページ
- 暗黒啓蒙
- ファシズム
- Metamodernism
- レトロフューチャー
- Revolt Against the Modern World (ユリウス・エヴォラ)
- Metaxism

## 参照
1. ↑  Herf, Jeffrey (1981). “Reactionary Modernism: Some Ideological Origins of the Primacy of Politics in the Third Reich”. Theory and Society 10 (6):  805–832. ISSN 0304-2421.
2. 1 2  “The Totalitarian Present: Why the West Consistently Underplays the Power of Bad Ideas, Jeffrey Herf, The American Interest”. 2013年9月7日時点のオリジナルよりアーカイブ。2015年4月25日閲覧。
3. ↑  Mark Neocleous, Fascism, University of Minnesota Press, 1997, p. 60.
4. ↑  Costa, Raphael. From Dictatorship to Democracy in Twentieth-Century Portugal. Palgrave Macmillan, 2016, pp.34-35
5. ↑  デイヴィッド・D・ロバーツ『ファシスト・インタラクションズ：ファシズムとその時代（1919-1945）への新しいアプローチの提案』バーグハーン・ブックス、2016年、7頁。
6. ↑  Van Dyke, James A. (2010). “Introduction: Reactionary Modernism and the Problem of Nazi Art”. Franz Radziwill and the Contradictions of German Art History, 1919-45. University of Michigan Press. pp. 1. ISBN 9780472116287
7. ↑  Zox-Weaver, Annalisa (2011). Women Modernists and Fascism. Cambridge University Press. pp. 7–8. ISBN 9781107008526
8. ↑  Cotoi, Calin (2009). “Reactionary Modernism in Interwar Romania: Anton Golopentia and the Geopoliticization of Sociology”. In Tomasz Kamusella, Krzysztof Jaskułowski. Nationalisms Today. Peter Lang. pp. 125. ISBN 9783039118830
9. ↑  Bien, Peter (1997). Greek Modernism and Beyond: Essays in Honor of Peter Bien. Rowman & Littlefield. pp. 96–100. ISBN 9780847685776
10. ↑  Antoniou, Yiannis, Michalis Assimakopoulos, and Konstantinos Chatzis. "The National Identity of Inter‐war Greek Engineers: Elitism, Rationalization, Technocracy, and Reactionary Modernism." History and Technology 23.3 (2007): 241-261.
11. ↑  Pietikäinen, Petteri (2007). Neurosis and Modernity: The Age of Nervousness in Sweden. BRILL. pp. 92. ISBN 9789004160750
12. ↑  Geoffrey Jensen, Irrational Triumph: Cultural Despair, Military Nationalism, and the Ideological Origins of Franco's Spain (Reno: University of Nevada Press, 2001), pg. 4.
13. ↑  Tansman, Alan (2009). The Culture of Japanese Fascism. Duke University Press. pp. 336–7. ISBN 9780822344681
14. ↑  Critchley, Simon (2001). Continental Philosophy: A Very Short Introduction. Oxford University Press. pp. n.p.. ISBN 9780192853592
15. ↑  Guilhot, Nicolas (2011). The Invention of International Relations Theory: Realism, the Rockefeller Foundation, and the 1954 Conference on Theory. Columbia University Press. pp. 213–4. ISBN 9780231152679
16. ↑  Power and the idealists, or, The Passion of Joschka Fischer and its Aftermath, Paul Berman, Soft Skull Press, 2005, p. 168.
17. ↑  Fascism, Mark Neocleous, University of Minnesota Press, 1997, p. 2.
18. ↑  New World Empire: Civil Islam, Terrorism, and the Making of Neoglobalism, William H. Thornton, Rowman & Littlefield, 2005, p. 74.
19. ↑  Radical Islam: Medieval Theology and Modern Politics, Emmanuel Sivan, Yale University Press, 1990, p. 81.
20. ↑  Barbrook, Richard (1999年). “Cyber-Communism: How The Americans Are Superseding Capitalism In Cyberspace”.   Hypermedia Research Centre. School of Communication and Creative Industries at Westminster University. 2010年3月14日閲覧。
21. ↑  Rohkämer, Thomas, "Antimodernism, Reactionary Modernism and National Socialism. Technocratic Tendencies in Germany, 1890-1945", accessed 28/12/2016, p. 49
22. ↑  Griffin, Roger, "Modernity under the New Order: The Fascist Project for Managing the Future", published by Thamesman Publications, Oxford Brookes School of Business imprint, 1994, accessed 28/12/2016, p. 10-11